# 静岡県立横須賀高等学校
静岡県立横須賀高等学校（しずおかけんりつ よこすかこうとうがっこう）は、静岡県掛川市横須賀にある県立高等学校。通称は「横高」（よここう）。

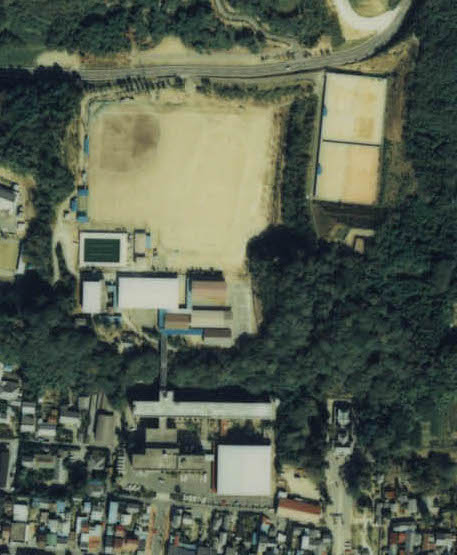
静岡県立横須賀高等学校の航空写真（1988年）。

## 設置学科
- 普通科

## 沿革
- 1948年 - 静岡県立池新田高等学校横須賀分校定時制課程設置。
- 1950年 - 横須賀町外2ヶ村組合立静岡県横須賀高等学校定時制課程設置。
- 1951年 - 静岡県立横須賀高等学校定時制課程設置。
- 1952年 - 静岡県立横須賀高等学校全日制課程普通科設置。
- 1954年 - 定時制廃止。
- 1970年 - 工業・商業・家庭科コース制実施。
- 1982年 - コース制を改め類型選択制を実施。
- 1994年 - 進学クラス設置。

## 校訓
明朗・誠実・敬愛

## 学校長・教職員

### （学校長）
- 鈴木明徴

## アクセス
新横須賀
秋葉バスサービス 秋葉中遠線
- 大東支所前 方面
- 袋井駅南口 方面

横須賀高校入口
掛川市自主運行バス 掛川大須賀線
- とうもんの里前 方面
- 掛川駅南口 方面